# Aéroport Guadeloupe - Maryse Condé
L'aéroport Guadeloupe - Pôle Caraïbes (code IATA : PTP • code OACI : TFFR) est le principal aéroport de l'archipel de la Guadeloupe. C'est de plus son seul aéroport international, capable d'accueillir des avions long-courriers. Il est le deuxième aéroport d'outremer en nombre de passagers (2 077 233 en 2022) juste derrière La Réunion-R. Garros. Nommé auparavant Pointe-à-Pitre – Le Raizet, du nom du lieu-dit de la commune des Abymes où se situait l'aéroport (aujourd'hui Terminal Sud), avant le déménagement de l'aérogare au nord de la piste en 1996, son aérodrome est renommé Guadeloupe - Maryse Condé le 26 septembre 2024.
Situé en plein cœur de l'archipel guadeloupéen, en banlieue pointoise, l'aéroport permet d'accéder rapidement aux stations balnéaires de Grande-Terre, mais aussi au parc national de Basse-Terre. De plus, certaines compagnies aériennes y assurent des liaisons directes vers les autres îles de la Guadeloupe. Il constitue une plaque tournante pour les compagnies : Air France, Air Caraïbes et Air Antilles Express.
Il est le huitième aéroport le plus fréquenté de la Caraïbe et le deuxième dans les Petites Antilles après l'aéroport international de Piarco à Trinité-et-Tobago et avant l'aéroport international Reine-Beatrix situé sur l'île néerlandaise d'Aruba.
L'aéroport est géré par la Société aéroportuaire SA Pôle Caraïbes.

## Histoire

### Débuts dans les années 1930
En 1928, c'est par un arrêté que le gouverneur Théophile Tellier rend la loi du 31 mai 1924 relative à la navigation aérienne, applicable sur le territoire guadeloupéen. Les échanges vers l'étranger se développent, en 1935, le premier hydravion Sikorsky S-42 de la compagnie américaine Pan American World Airways à vocation commerciale en provenance des États-Unis, amerrit au large de la darse de Pointe-à-Pitre. Un espace balisé est créé sur le plan d'eau de la rade de Pointe-à-Pitre avec un hydrobase entre Jarry et la Darse, la base civile d'hydravions de Pointe-à-Pitre-Jarry est née.
En 1936, le Latécoère 521 « Lieutenant de vaisseau Paris » amerrit en Guadeloupe en provenance de Biscarrosse via Dakar, c'est la première liaison aérienne avec le continent européen. L'époque d'après-guerre est marquée par le début des dessertes commerciales régulières en 1947 avec la France en Latécoère 631 Henri-Guillaumet, l'hydravion géant de la compagnie Air France qui assure une rotation tous les quatorze jours avec une capacité d'une cinquantaine de passagers.
En parallèle, la compagnie crée son réseau régional et déploie trois Consolidated PBY Catalina d'une vingtaine de places qui desservent Cayenne, le Venezuela, Trinité-et-Tobago et la Colombie jusqu'en 1951.

### De la Darse au Raizet
En 1948, après avoir pris la décision de construire un aérodrome principal en Guadeloupe, au Raizet sur le territoire des Abymes, deux années seront nécessaires pour réaliser une piste bétonnée de 1 600 m de long et 45 m de large, les installations aéroportuaires et une aérogare provisoire en bois d’une surface de 200 m2.
En mai 1950, l'aérodrome du Raizet est classé en catégorie B et est ouvert à la circulation aérienne. La même année, Air France commence à assurer les vols transatlantiques en Lockheed Constellation, au mois de juillet, qui atterrissent au Raizet au terme d'un trajet Paris/New York/Pointe-à-Pitre parcouru en 30 heures. En mai 1953, l'aéroport est équipé d'une aérogare de 1 126 m2 en béton conçu par l'architecte Gérard-Michel Corbin et son adjoint Gilbert Amarias, et sous le nom d'aéroport de Pointe-à-Pitre – Le Raizet, il accueille ses premiers passagers. L'aérogare est alors située au sud de la piste actuelle, avec un terminal pour les vols nationaux et internationaux, et un terminal réservé aux vols locaux. En 1958, le terminal Sud de Pointe-à-Pitre – Le Raizet est agrandi et voit sa superficie triplée passant de 1 126 m2 à 3 700 m2.

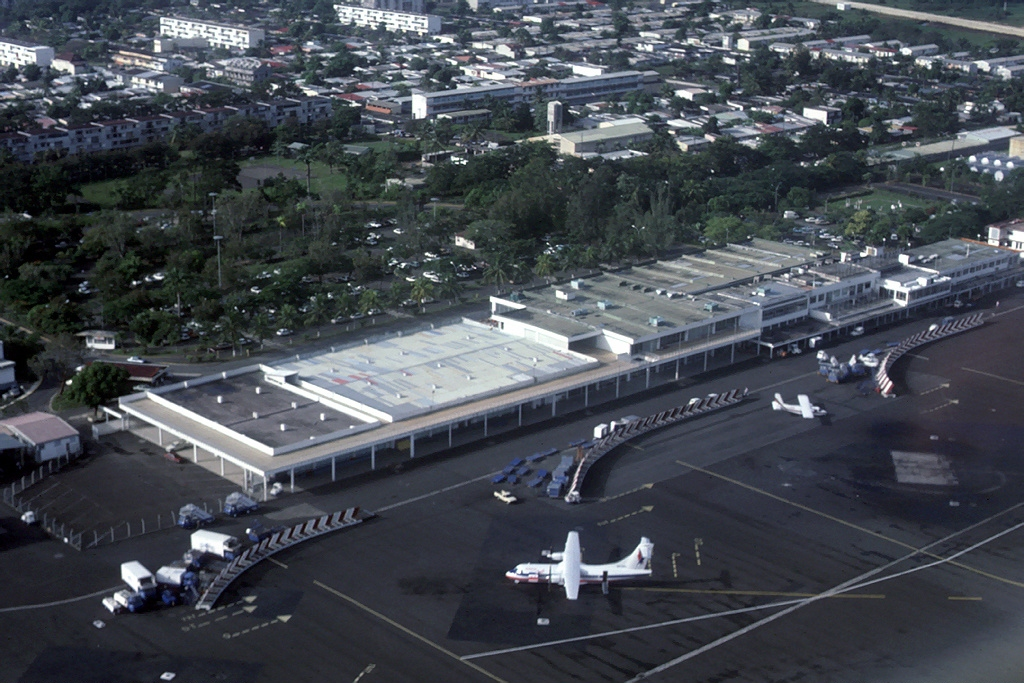
Vue aérienne de l'aéroport de Pointe-à-Pitre - Le Raizet en décembre 1986.

Le 4 novembre 1970, le premier Boeing 747 atterrit, marquant ainsi le développement touristique de la Guadeloupe. Au début des années 1970, l’arrivée de gros porteurs à forte capacité comme le « Jumbo Jet », le Boeing 747 entraine une augmentation considérable du trafic. La Chambre de commerce et d'industrie de Pointe-à-Pitre – qui est l'exploitant de l'aéroport avec l'appui des pouvoirs publics – est alors dans l'obligation de définir et de concevoir des projets afin de s'adapter aux évolutions du trafic et d'offrir de meilleures conditions d'accueil. Cela passe par une quasi-reconstruction de l'aérogare qui passe d'une superficie de 3 700 m2 à 17 000 m2 en 1972, puis à 19 000 m2 en 1984. Le 22 janvier 1972, l'aérogare du Raizet est inaugurée par Pierre Messmer, ministre d'État, chargé des départements et territoires d'Outre-mer.
Le 22 mai 1976, le Concorde atterrit pour la première fois en Guadeloupe, avec à son bord le président de la République française Valéry Giscard d'Estaing. Le 4 janvier 1979, Air Force One atterrit à l'aéroport avec à son bord, le président américain Jimmy Carter, la Première dame des États-Unis, Rosalynn Carter et leur fille Amy, en visite pour le sommet de quatre chefs d'État occidentaux en Guadeloupe à Saint-François en présence du chancelier allemand, Helmut Schmidt, du Premier Ministre du Royaume-Uni, James Callaghan et le président français Valéry Giscard d'Estaing.
En 1978, le cap du million de passagers est franchi.

### Depuis les années 1980
Au début des années 1980, la fréquentation de l'aéroport dépasse le million de passagers par an, les vols vers l'étranger se multiplient, le trafic régional augmente et représente près de 20 % du trafic total. Sur le réseau régional, trois compagnies se positionnent sur le marché : Air France, Air Caraïbes et Air Antilles Express. Afin d’assurer une meilleure gestion des flux de trafic au sein de l'aéroport, une aérogare régionale de 2 000 m2 est inaugurée le 23 juin 1982.

#### Avènement de Pôle Caraïbes

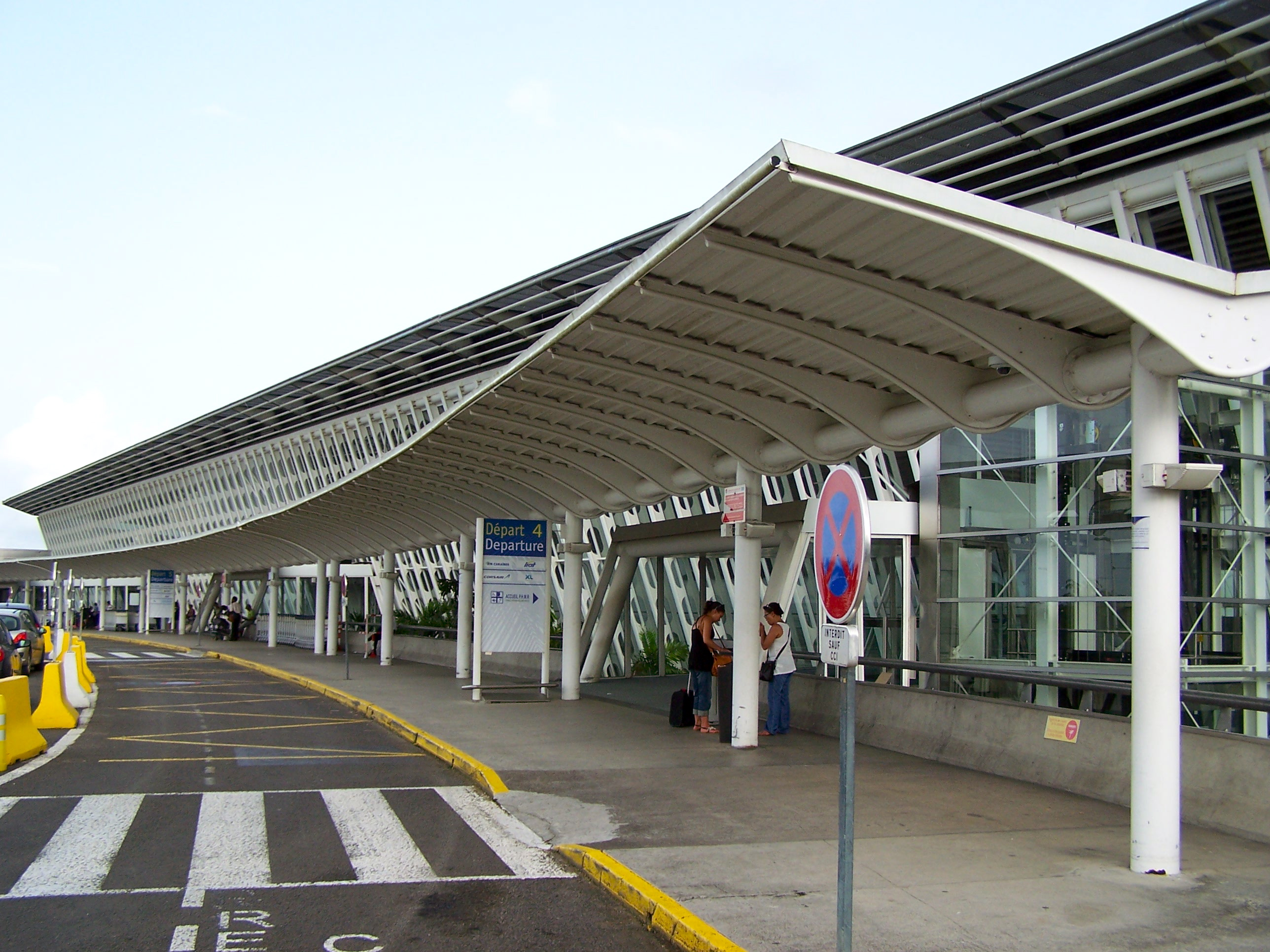
La nouvelle aérogare niveau départ.

Dans les années 1990, les perspectives d’agrandissement de l’aéroport restent minces compte tenu de l’urbanisation de la zone du Raizet. Au cours de cette décennie, le projet de construction d’un aéroport plus moderne, plus spacieux et fonctionnel et d'un terminal fret donne lieu à plusieurs mois de réflexion entre l'exploitant de l'aéroport et les pouvoirs publics. En 1989, la décision de construire un aéroport comprenant une zone fret, sur un site vierge de 200 hectares au nord de la piste dans la commune des Abymes est prise. Les travaux débutent au mois de juin 1993 et le chantier s'achève en février 1996. Le nouveau terminal Nord de 25 000 m2 est ouvert au public le 18 février avant d'être officiellement inauguré en avril 1996.
En 1999, trois ans après l'ouverture du terminal Nord Pôle Caraïbes, le cap des deux millions de passagers est franchi. Cette aérogare (appelée Pôle Caraïbes) est consacrée aux liaisons locales, nationales et internationales. Elle est complétée par une aérogare de fret à l'aile Ouest des installations. L'ancienne aérogare (appelée Terminal Sud) n'est plus en service.
Le 14 janvier 2006, un vol d'essai de l'Airbus A380, le plus gros avion civil de transport de passagers au monde, atterrit à l'aéroport Pôle Caraïbes. En décembre 2006, il est certifié premier aéroport des DROM pour la sécurité aéroportuaire. En juin 2007, le premier centre médical de l'aéroport est inauguré au rez-de-chaussée.
En juillet 2011, l'orientation magnétique des pistes a changé et est passée de 11/29 à 12/30.
Depuis 2013, l'aéroport Guadeloupe – Pôle Caraïbes est redevenu le premier aéroport des DROM pour le trafic passagers et le dixième au rang national, juste devant l'aéroport de La Réunion-Roland-Garros qui a accueilli 2 014 111 passagers en 2014 contre 2 029 080 passagers pour l'aéroport Guadeloupe – Pôle Caraïbes.
Le 9 août 2016, un Boeing B747-400F de la compagnie asiatique Singapore Airlines Cargo atterrit à l'aéroport en provenance de Singapour via Dallas avec à son bord, Kai et Junior, deux lamantins du Zoo de Singapour destinés à occuper les bassins du parc national de la Guadeloupe dans le cadre du projet « Life Sirenia » visant à réintroduire l'espèce en Guadeloupe.
L'aérodrome Pointe-à-Pitre - Le Raizet est renommé, par arrêté, Aérodrome Guadeloupe - Maryse Condé en l'honneur de l'illustre écrivaine d'origine guadeloupéenne, Maryse Condé.
Cet arrêté du Ministère du partenariat avec les territoires et de la décentralisation, en date du 26 septembre 2024, conférant une nouvelle appellation administrative à l'aérodrome de Pointe-à-Pitre, intervient à la suite d'un hommage national et d'une initiative politique régionale,.

### Accidents
- Le 22 juin 1962, un Boeing 707-328 F-BHST assurant le vol 117 Air France s'écrase sur le morne du Dos d'Âne à Deshaies lors de son approche dans le mauvais temps et à la suite de pannes multiples d'instruments de bord et du radar de l'aéroport. Les 113 personnes à bord sont tuées.

- Le 6 mars 1968, un Boeing 707-328C assurant le vol 212 Air France s'écrase sur les flancs de la Soufrière après une erreur des pilotes qui ont tenté une approche à vue de nuit. Les 63 personnes à bord sont tuées.

- Le 9 octobre 1971, un Douglas R4D-6 (DC3) assurant un vol cargo entre Port-d'Espagne (TTPP, Trinité-et-Tobago) et Melville Hall (TDPD, Dominique) a été dérouté sur la Guadeloupe pour éviter une arrivée tardive en Dominique. Il s'est écrasé sur le flanc Carmichaël, l'un des plus élevés de la Soufrière, près de la source de la Petite Rivière de la Capesterre et son épave a été retrouvée 4 jours après[9],[10]. En 2020, l'épave est toujours au même endroit, plutôt bien conservée, et attire des curieux, sur une trace de randonnée aussi difficile que magnifique.
- Le 30 mars 2008, un Cessna T41, du club de l'aviation civile Guadeloupe (ACAG), en provenance de La Désirade (TFFA), a subi une défaillance moteur et a dû atterrir dans un champ à 5 km de l'aéroport. Le pilote n'a pas été blessé mais l'avion a été détruit[11].
- Le 6 janvier 2010, un Cessna 150 a atterri non loin de l'aéroport, à hauteur du pont mobile de l'Alliance, sur la rocade en direction des Abymes.
- Le 26 juin 2013, une défaillance technique du train d’atterrissage a conduit un PA-23 à terminer son atterrissage sur le nez de l'appareil[12],[13].
- Le 19 décembre 2014, un PA-28 de l'aéro-club les Ailes guadeloupéennes, parti de l'aéroport et à destination de la Martinique (TFFF), s'est écrasé entre les deux îles. Le pilote et sa femme meurent dans l'accident[14],[15].
- Le 20 février 2017, un PA-28 des Ailes guadeloupéennes s'est écrasé sur une maison peu après son décollage de l'aéroport. Le pilote est décédé[16],[17].
- Le 28 septembre 2017, un Cessna 172, parti de Saint John's à destination de la Guadeloupe, a subi une perte de puissance moteur et a été obligé d'amerrir avant de pouvoir rejoindre les installations du Raizet. Les deux passagers ont pu sortir et ont été secourus[18],[19].
- Le 1er mai 2018, un Cessna 172 du club de l'aviation civile de Guadeloupe (ACAG), parti du Raizet, s'est écrasé en heurtant un arbre lors de son atterrissage aux Saintes. Les trois passagers ont pu être secourus et l'avion a été détruit[20],[21],[22].
- Le 28 novembre 2018, un Piper PA-32 en provenance de Canefield (TDCF - Dominique) et à destination du Raizet, a dû amerrir dans la baie des Saintes à cause d'un problème technique. Le pilote et ses deux passagers ont pu être secourus et l'avion a été détruit[23],[24].
- Le 18 avril 2019, un Socata TB20, propriété de la Direction générale de l'aviation civile (DGAC), en provenance de la Martinique (TFFF), et à destination du Raizet, s'est écrasé dans une zone montagneuse de la Dominique. L'épave a été rapidement localisée et les secours n'ont pu que constater le décès du pilote[25],[26].
- Le 19 juin 2019, un Piper PA-28 s'est écrasé peu après son décollage aux abords de la route du pont de l'Alliance. Le pilote, qui était seul occupant de l'appareil, a pu être secouru[27].
- Le 16 février 2020, un Piper PA-28 des Ailes guadeloupéennes, qui devait rejoindre le Raizet, s'est écrasé peu après son décollage de Douglas (TFPD, Dominique), avec quatre passagers. Aucun n'a pu être retrouvé, et l'épave aurait été localisée quelques semaines plus tard[28],[29],[30].
- Le 4 juillet 2020, un Piper PA-28, qui devait rejoindre le Raizet, a dû amerrir après une panne moteur à quelques milles nautiques seulement de l'aéroport. Le pilote, président des Ailes guadeloupéennes, et son passager, ont pu être secourus sains et saufs[31].

## SA Guadeloupe Pôle Caraïbes
Le 17 octobre 1966, c'est par le biais d'un arrêté ministériel que l'exploitation de l'aéroport de Pointe-à-Pitre – Le Raizet fut confiée à la CCI de Pointe-à-Pitre pour une durée de trente ans. En novembre 2012, la CCI des îles de Guadeloupe crée la SASU aéroportuaire.
Le 19 décembre 2014, après quarante-huit années de gestion de la CCI, l'aéroport Guadeloupe – Pôle Caraïbes passe en société aéroportuaire, la Société aéroportuaire SA Pôle Caraïbes est créée.
À l'instar de plusieurs aéroports nationaux, la concession de l'aéroport de Pointe-à-Pitre est portée par une société privée à capitaux publics avec comme actionnaires :
- l'État (60 %) ;
- la Chambre de commerce et d'industrie de Pointe-à-Pitre (25 %) ;
- le Conseil régional (6 %) ;
- le conseil départemental (4 %) ;
- le Cap Excellence (5 %).

## Infrastructures

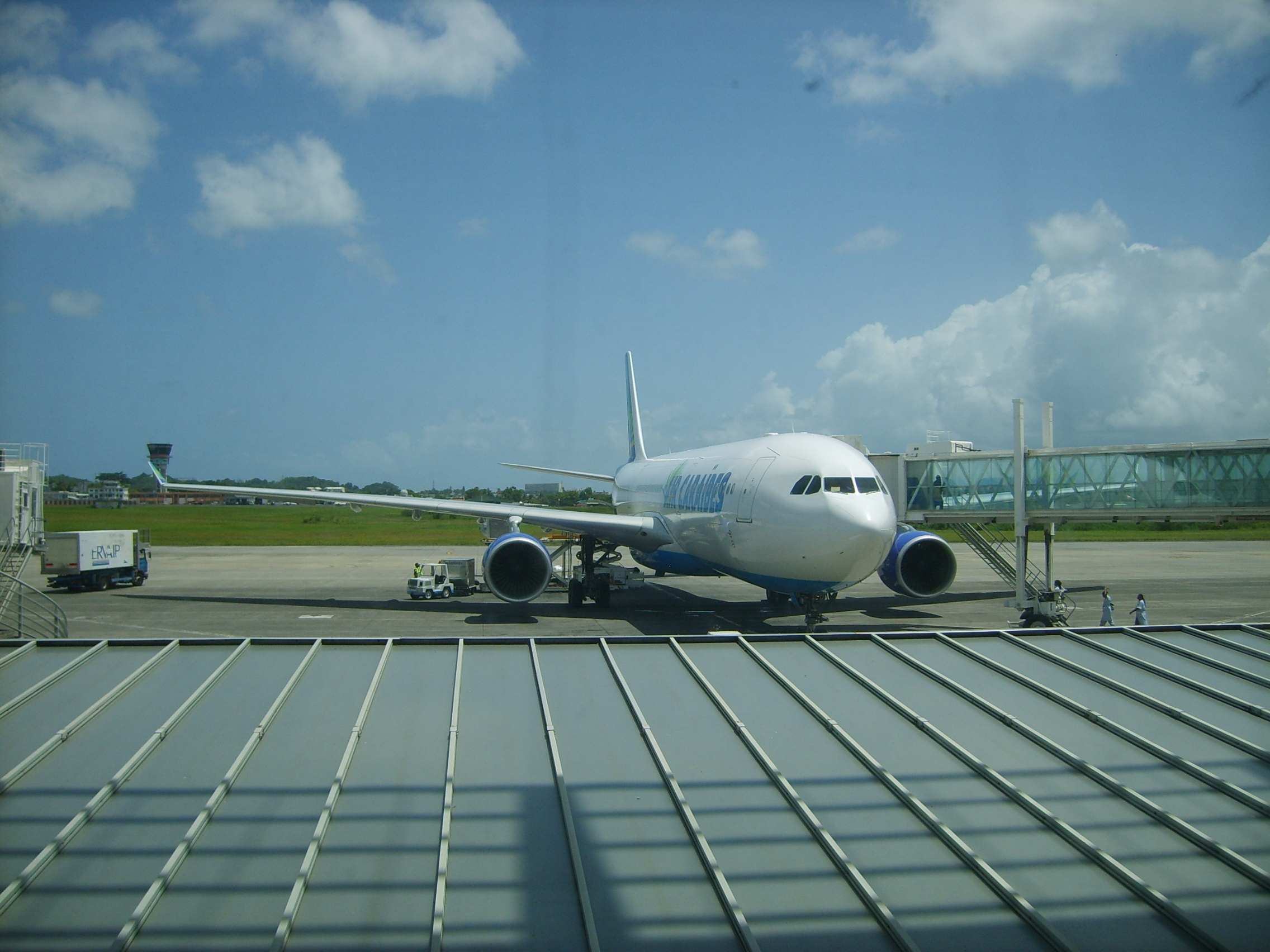
Airbus A330 d'Air Caraïbes à l'aéroport Guadeloupe - Maryse Condé.

L'aéroport dispose d'une piste de plus de 3 500 m par 45 m (orientation magnétique : 12/30, nature du revêtement : bitume) capable d'accueillir des appareils gros porteurs tels l'Airbus A340, l'Airbus A350, le Boeing 747, le Boeing 777 ou même l'A380.
Il dispose également au sud des installations, de deux hangars en zone maintenance dont un capable d'accueillir des A320 ou Boeing B737 et l'autre pour ATR, d'une caserne SSLIA catégorie 9 inaugurée en 2002 permettant le stationnement de cinq camions.
La capacité de traitement de ses deux aérogares est de quatre millions de passagers par an. En 2005, le trafic passagers s'élevait à 1 836 000 passagers. C'est le premier aéroport ultra-marin et le onzième aéroport français pour le trafic passagers ; de plus, il se situe au deuxième rang des Outre-mer et huitième rang français concernant le trafic fret. En 1990, la répartition du fret par compagnie était la suivante : Air France (75 %, 10 000 tonnes), Minerve (14 %, 1 800 tonnes), Aéromaritime (6 %, 770 tonnes).
En 2010, un bus a été réceptionné pour le transport des passagers sur les aires de stationnement éloignées.
En 2011, le principal marché de l'aéroport était celui de la France métropolitaine avec 1 163 300 passagers soit (56,7 %)du trafic, suivi du régional (Cayenne, Saint-Martin Grand-Case, Fort de France) affiche 598 375 passagers soit (29,2 %), enfin pour les autres destinations (Canada, États-Unis) (14 %) du trafic.
L'aéroport a atteint la barre des deux millions de passagers par an en 2008, avec 2 020 042 passagers (+3 %). À la suite de la crise économique, le trafic est repassé en dessous des 2 millions de passagers avec 1 839 786 passagers (-8,9 %) en 2009. Il dépasse de nouveau la barre des 2 millions de passagers en 2011.
Les passagers ont accès au Wi-Fi gratuit, à cinq ascenseurs, à un espace réservé aux enfants voyageant seuls (UM), aux cinq postes d'inspection Filtrage, aux 1 274 places de parking véhicules, d'une zone hors-taxes située en salle d'embarquement. Pour les personnes handicapées ou à mobilité réduite, des aménagements ont été réalisés pour permettre l'accès à chaque zone de l'aérogare ainsi qu'aux boutiques.

### Équipements pour l'aviation
Les équipements pour l'aviation :
- une piste 12/30, d'une longueur de 3 505 m, sur 45 m de largeur, adaptée à tous types d'avions ;
- six taxiways dont quatre adaptés aux moyens et gros porteurs ;
- un système d'atterrissage aux instruments (ILS) Cat. 1 ;
- balisage lumineux : HI/BI, PAPI, VASIS et feux à éclats ;
- une balise VOR/DME.

### Tour de contrôle
Le 20 novembre 2012, la nouvelle tour de contrôle de l'aéroport devient opérationnelle après un basculement qui a eu lieu dans la nuit du 19 novembre à la matinée du 20. L'ancienne tour de contrôle, était âgée de plus de trente ans et considérée comme trop petite, elle ne répondait pas aux prévisions d'évolution du trafic aérien international de ces prochaines décennies, il était donc nécessaire de doter la région d'un outil performant pour les agents de la Direction générale de l'Aviation civile qui répond à toutes ces attentes.
La nouvelle tour de contrôle est trois fois plus haute que l'ancienne, soit 45 mètres de haut, et est capable de résister aux conditions sismiques et météorologiques les plus extrêmes grâce à douze pieux ancrés à près de 30 mètres de profondeur et une couronne vitrée résistant aux vents de 300 km/h en offrant une visibilité complète à 360°, équipée des technologies les plus modernes. Elle abrite à sa base, les bureaux et le bloc technique de la Direction générale de l'Aviation civile autour de deux patios.

### Terminal 1 International Pôle Caraïbes T1
En 1989, la décision de basculer les installations au nord des installations existantes fut prise, mais la construction de l'aérogare Guadeloupe Pôle Caraïbes sur un site vierge d'une surface de 200 hectares, conçue par Paul Andreu, l'architecte d'Aéroports de Paris, est lancée en juin 1993 et s'achève en février 1996. L'aérogare ouvre au public le 18 février 1996.
Le 14 avril 1996, l'aérogare est inaugurée en présence d'Alain Juppé, Premier ministre français. L'infrastructure de 25 000 m2 possède trois niveaux dont deux niveaux de trafic, le niveau 0 accueille l'arrivée, le niveau 1 (mezzanine) sépare les deux niveaux de trafic et abrite les comptoirs d'informations et de billetteries des compagnies aériennes et enfin, le niveau 2 accueille la fonction départ qui est desservie par un viaduc routier. Destiné au trafic international, le terminal T1 a une capacité de 2,5 millions de passagers par an et se veut indispensable au développement du territoire grâce à une ouverture sur le monde.
En septembre 2003, le terminal est agrandi de 3 000 m2 établissant la superficie totale à 28 000 m2.

#### Projet d'extension et de modernisation
D'ici 2024, le terminal 1 devrait subir des travaux d'agrandissement (avec près de 20 000 m2 supplémentaires) et de modernisation, inscrits dans le programme d'investissement 2017-2022 et évalués à 200 millions d'euros. Ils visent à amplifier la capacité d'accueil du terminal et à tendre vers une amélioration substantielle du niveau de service. Au programme de ce plan d'investissement, l'extension du T1 vers l'est des installations est le projet phare présenté à la presse et aux partenaires en janvier 2020.
Au terme de quatre années de chantier, la zone Arrivées sera agrandie au niveau de la salle de livraison des bagages et de ses locaux avec un nouveau système de tri et de contrôle des bagages. Cette extension repense le circuit du passager en zone Départs avec la construction d'un troisième étage. En amont, les passagers accéderont à un hall d'enregistrement agrandi avec de nouveaux équipements tels que de la signalétique dynamique, de nouveaux déposes bagages automatiques (DBA), de nouveaux comptoirs d'enregistrement et de nouvelles offres commerciales. En aval, un nouvel espace hors taxes et une salle d'embarquement plus grande et moderne, aux décors chaleureux.
À l'extérieur, il est prévu de mettre en place un dépose-minute au niveau départ et arrivée et une rénovation du parking, avec la mise en service de nouveaux équipements de sécurité pour l'accès et le stationnement, mais également un nouvel aménagement paysager.

### Terminal régional T2

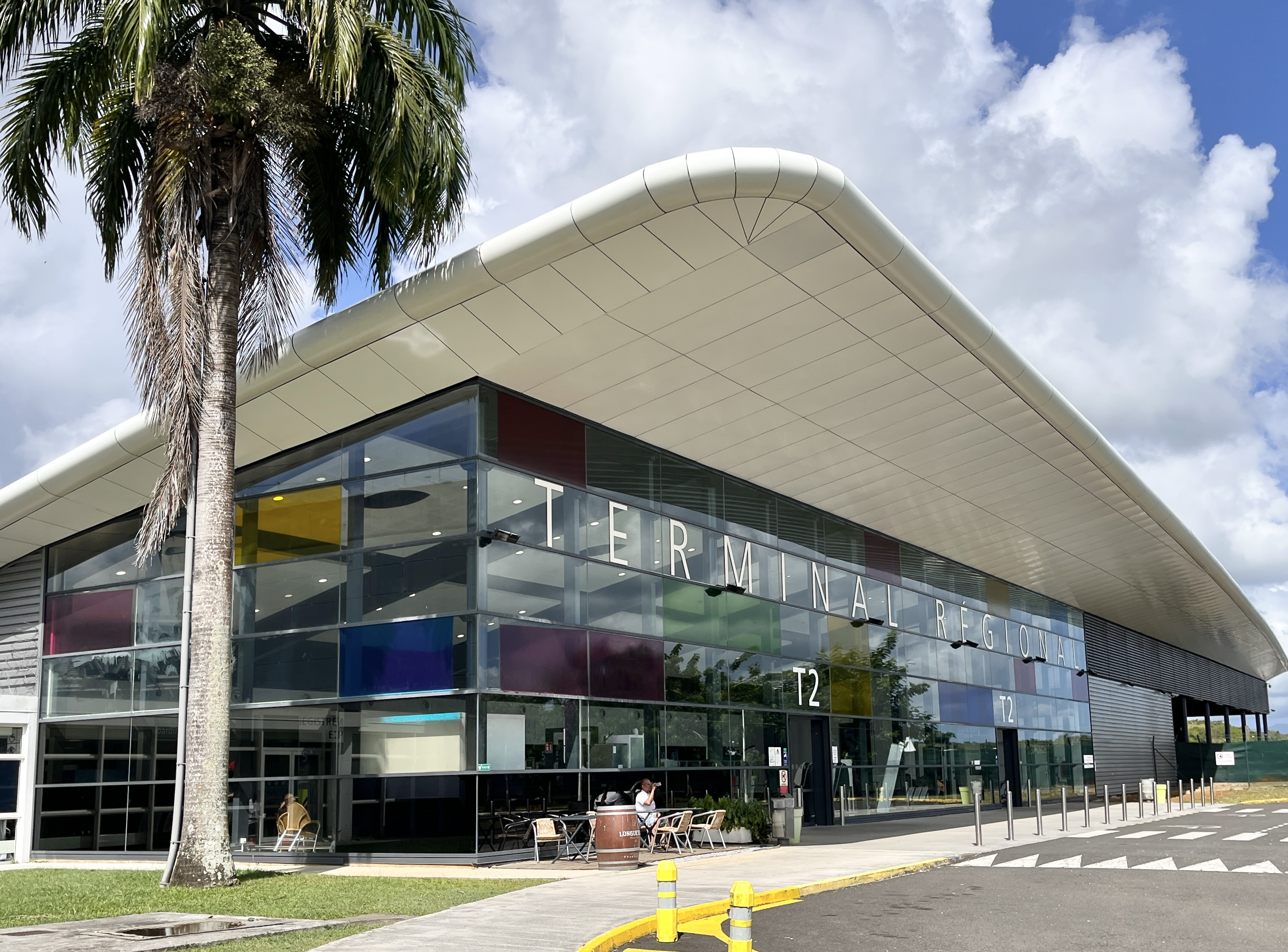
Terminal T2 de l'aéroport Guadeloupe - Maryse Condé.

Le 3 mai 2013, en présence du ministre des Outre-Mer Victorin Lurel, de la préfète de région Marcelle Pierrot, du directeur général de l'aéroport Alain Bièvre, de la présidente de la Chambre de commerce et d'industrie des Îles de Guadeloupe Colette Koury et d'autres personnalités politiques, a eu lieu la pose de la première pierre de l'aérogare régionale de plain-pied.
Le projet du terminal régional s'inscrit dans un plan de développement de l'aéroport qui vise à améliorer substantiellement le traitement des passagers des vols régionaux. Ce terminal est une installation de 5 191 m2 conçu par le cabinet d'architectes MPH et le bureau d'études GEC Ingénierie. Il comprend un hall d'enregistrement de 2 849 m2 doté de dix banques d'enregistrement colorés, de bornes libre service ainsi qu'un dépose bagage automatique et une rotonde de dix portes servant de hall d'embarquement permet aux passagers, grâce à un circuit simplifié, d'accéder directement à leur avion. À l'extérieur, les opérateurs régionaux disposent d'un parking avions de sept postes de stationnement disposés en étoile pour petits porteurs (ATR 72 et ATR 42) et de deux postes pour moyens porteurs (Airbus A320 ou Boeing 737). Les enjeux sont multiples, l'aérogare régionale devrait permettre de libérer une capacité assez importante soit près de 25 % au niveau du terminal principal (T1) et de faciliter les correspondances pour permettre à Guadeloupe - Maryse Condé de garder sa position de Hub régional dans la Caraïbe.
Le terminal régional est inauguré le 30 juin 2014. Depuis l'hiver 2016, le terminal accueille également les vols à destination de l'Amérique du Nord opérés par les compagnies Air Canada Rouge et American Airlines.

### Aéroclubs
Guadeloupe - Maryse Condé accueille deux aéroclubs à l'aviation générale :
- Les Ailes guadeloupéennes ;
- Aéroclub de l'Aviation civile et de Guadeloupe.

## Situation
Aéroports de la France d’outre-mer
| Tahiti Bora Bora Cayenne Pointe à Pitre Fort de France Moorea Nouméa · Magenta Nouméa · La Tontouta Wallis La Réunion · St Denis Saint-Pierre · Pierrefonds Mayotte St Martin-Espérance |

## Compagnies aériennes et destinations
L'aéroport dessert les Caraïbes, l'Amérique du Nord, l'Amérique centrale, l'Amérique du Sud et l'Europe et sert de « hub », plate-forme de correspondance aux compagnies Air Caraïbes, Air Antilles et Air France afin d'assurer les liaisons dans le bassin caribéen et nord-américain. Il assure également le transit des voyageurs à destination des îles de l'archipel de la Guadeloupe par les petits avions de tourisme de compagnies locales ou privées desservant l'aérodrome de Marie-Galante, l'aérodrome de La Désirade, l'aérodrome Les Saintes-Terre-de-Haut ainsi que l'aérodrome de Baillif au sud de la Basse-Terre.
Depuis décembre 2015, l'aéroport connaît avec 30 ans de retard sur les États-Unis et 20 ans de retard en Europe, le développement de compagnies à bas coûts ou low cost avec la Norwegian qui dessert de fin octobre à fin mars notamment la côte est américaine, et Level qui dessert depuis juillet 2018 le second aéroport parisien, Orly.
En 2019, la compagnie Norwegian a annoncé la fin de sa base à l'aéroport de Pointe-à-Pitre (tout comme celle de Fort de France) pour réduire ses dépenses. En 2020, c'est au tour de Level de cesser ses activités en France, et donc ses liaisons avec la Guadeloupe.
En février 2020, la compagnie aérienne JetBlue a succédé à la Norwegian sur la desserte Pointe-à-Pitre – New York sur la base de trois vols par semaine. En mars 2020, les compagnies Air Tahiti Nui et French Bee ont exploité l'aéroport de Pointe-à-Pitre afin de relier Tahiti à Paris lorsque l'espace aérien américain était fermé aux passagers européens, empêchant les escales à Los Angeles et San Francisco.
A compter du 24 novembre 2021, Air France lance également une liaison Pointe-à-Pitre – New York, à raison de deux vols par semaine en plus de ses rotations depuis Miami. Dès le 23 novembre 2021, Air France lance également à raison de deux vols par semaine, une ligne Pointe-à-Pitre – Montréal en remplacement de la Norwegian qui l'exploitait précédemment.
| Compagnies            | Destinations |
| --------------------- | --- |
| Air Antilles          | - Dominique - Douglas-Charles, - Martinique A. Césaire, - Saint-Barthélemy, - Saint-Domingue Las Américas, - Saint-Martin Grand-Case, - Saint-Martin - Princesse-Juliana, - San Juan - Luis-Muñoz-Marín                                                           |
| Air Canada            | Montréal (P.-E.-Trudeau) |
| Air Caraïbes          | Martinique A. Césaire, Paris-Orly, Saint-Domingue Las Américas, Saint-Martin Grand-Case En saison: Saint-Martin - Princesse-Juliana |
| Air France            | - Cayenne-F. Éboué, - Martinique A. Césaire, - Miami, - Paris-Charles de Gaulle, - Paris-Orly (Fin le 28 mars 2026), - Port-au-Prince T. Louverture En saison: Montréal (P.-E.-Trudeau), Saint-Martin - Princesse-Juliana En saison charter: La Havane-José Martí |
| Air Transat           | En saison : Montréal (P.-E.-Trudeau) |
| Caribbean Airlines    | Port-d'Espagne - Piarco, Bridgetown-Grantley-Adams, Dominique - Douglas-Charles |
| Condor                | En saison charter : Francfort |
| Corsair International | Paris-Orly En saison : Bordeaux-Mérignac |
| Neos                  | En saison charter : Milan-Malpensa, Rome Léonard-de-Vinci/Fiumicino, |
| Sky High              | Saint-Domingue Las Américas |
| Sunrise Airways       | Port-au-Prince T. Louverture |
| Winair                | Dominique - Douglas-Charles |

Actualisé le 23/11/2022

## Activité

### Activités en chiffres
Pour des raisons techniques, il est temporairement impossible d'afficher le graphique qui aurait dû être présenté ici.

Voir la requête brute et les sources sur Wikidata.

#### Zoom sur l'impact du covid de 2019-2020
Pour des raisons techniques, il est temporairement impossible d'afficher le graphique qui aurait dû être présenté ici.

Voir la requête brute et les sources sur Wikidata.

#### Par lignes
Les 10 lignes aériennes les plus fréquentées de/vers Guadeloupe - Maryse Condé en 2017.
| Rang | Ville/Aéroport(s)                        | Passagers | Compagnies aériennes                   |
| ---- | ---------------------------------------- | --------- | -------------------------------------- |
| 1    | Paris Orly, France                       | 1 224 015 | Air Caraïbes, Air France, Corsair      |
| 2    | Fort de France, Martinique               | 427 920   | Air Antilles, Air Caraïbes, Air France |
| 3    | Saint Martin Grand Case, France          | 166 072   | Air Antilles, Air Caraïbes             |
| 4    | Paris CDG, France                        | 86 166    | XL Airways                             |
| 5    | Cayenne, Guyane                          | 47 811    | Air France                             |
| 6    | Montréal (Pierre Eliott Trudeau), Canada | 37 249    | Air Canada, Air Transat (saisonnier)   |
| 7    | Port au Prince, Haïti                    | 35 303    | Air France                             |
| 8    | Saint Barthélémy, France                 | 34 814    | Air Antilles                           |
| 9    | New York - JFK, USA                      | 32 861    | Norwegian (saisonnier)                 |
| 10   | Miami, USA                               | 31 201    | Air France, American Airlines          |

- 20 destinations régulières
- 2 terminaux passagers, 1 hall charters croisière et 1 aérogare FRET
- 1 zone d’activités tertiaire et hôtelière
- 1 zone fret
- 2 000 personnes travaillent sur l'ensemble de la plate-forme.
- 3,1 millions de passagers: c'est la capacité annuelle en passagers[47].
- 32 commerces et services dont 6 bars et restaurants[48].
- 12 sociétés de location de voitures.

Évolution du nombre de passagers depuis 2000
| 2000      | 2001       | 2002      | 2003      | 2004      | 2005      | 2006      | 2007      | 2008      | 2009      | 2010      |
| --------- | ---------- | --------- | --------- | --------- | --------- | --------- | --------- | --------- | --------- | --------- |
| 2 117 232 | 1 896 044  | 1 805 420 | 1 761 455 | 1 866 739 | 1 836 490 | 1 861 362 | 1 960 912 | 2 020 042 | 1 839 786 | 1 948 813 |
| ▲ +3,55 % | ▼ −10,45 % | ▼ −4,78 % | ▼ −2,44 % | ▲ +5,98 % | ▼ −1,62 % | ▲ +1,35 % | ▲ +5,35 % | ▲ +3,02 % | ▼ −8,92 % | ▲ +5,93 % |

| 2011      | 2012      | 2013      | 2014      | 2015      | 2016      | 2017      | 2018      | 2019      | 2020       | 2021      |
| --------- | --------- | --------- | --------- | --------- | --------- | --------- | --------- | --------- | ---------- | --------- |
| 2 050 347 | 1 994 575 | 2 033 763 | 2 029 080 | 2 089 763 | 2 253 284 | 2 361 173 | 2 446 234 | 2 488 742 | 1 269 864  | 1 279 263 |
| ▲ +5,21 % | ▼ −2,72 % | ▲ +1,96 % | ▼ −0,23 % | ▲ +2,99 % | ▲ +7,82 % | ▲ +4,79 % | ▲ +3,6 %  | ▲ +1,74 % | ▼ −48,98 % | ▲ +0,74 % |

| 2022       | 2023      | 2024      |
| ---------- | --------- | --------- |
| 2 077 233  | 2 151 369 | 2 149 887 |
| ▲ +62,38 % | ▲ +3,57 % | ▼ −0,07 % |

Évolution du nombre de mouvements commerciaux et non commerciaux depuis 2010
| 2010     | 2011       | 2012      | 2013       | 2014     | 2015      | 2016      | 2017      | 2018      | 2019      | 2020       |
| -------- | ---------- | --------- | ---------- | -------- | --------- | --------- | --------- | --------- | --------- | ---------- |
| 31 961   | 27 921     | 28 860    | 38 782     | 39 753   | 41 399    | 41 736    | 43 775    | 39 551    | 38 411    | 23 323     |
| ▲ +0,7 % | ▼ −12,64 % | ▲ +3,36 % | ▲ +34,38 % | ▲ +2,5 % | ▲ +4,14 % | ▲ +0,81 % | ▲ +4,89 % | ▼ −9,65 % | ▼ −2,88 % | ▼ −39,28 % |

### Activité fret
Le terminal Fret, mis en exploitation en 1995, dispose de :
- trois chambres froides positives ;
- une chambre froide négative ;
- une zone de stockage pour les matières dangereuses ;
- une zone de stockage pour les produits nucléaires.

Le terminal Fret se situe dans une zone qui abritent des entreprises de transport de colis telles que Chronopost ou La Poste, des entreprises spécialisées dans le stockage de marchandises et la logistique et d'un centre de catering moderne (SORI) pour permettre la fabrication de plus de 1 000 repas par jour.
Son magasin de 3 500 m2 lui permet d'avoir une capacité de traitement de 20 000 t par an, mais ne traite environ que 11 000 t par an, en raison d'une forte compétitivité du transport de marchandises par voie maritime sur ces dernières années.
En 2020, en Outre-Mer, l'aéroport Guadeloupe-Pôle Caraïbes est le deuxième aéroport pour le trafic de fret avec 9 067 tonnes, derrière l'aéroport de La Réunion Roland-Garros qui en a traité 24 185 tonnes.
| 2010      | 2011      | 2012      | 2013      | 2014      | 2015      | 2016      | 2017       | 2018      | 2019      | 2020       |
| --------- | --------- | --------- | --------- | --------- | --------- | --------- | ---------- | --------- | --------- | ---------- |
| 11 486    | 11 307    | 10 550    | 10 661    | 10 995    | 10 110    | 10 541    | 11 939     | 11 085    | 10 151    | 9 067      |
| ▼ −7,68 % | ▼ −1,56 % | ▼ −6,69 % | ▲ +1,05 % | ▲ +3,13 % | ▼ −8,05 % | ▲ +4,26 % | ▲ +13,26 % | ▼ −7,15 % | ▼ −8,43 % | ▼ −10,68 % |

| Compagnies                  | Destinations                                                  |
| --------------------------- | ------------------------------------------------------------- |
| Amerijet International (en) | Miami, Santiago de los Caballeros, Santo Domingo-Las Américas |
| FedEx                       | San Juan                                                      |
| DHL express                 |                                                               |

### Parc d'activités Antillopôle Pôle Caraïbes
Le parc d'activités Antillopôle Guadeloupe – Pôle Caraïbes est un projet qui voit le jour à la fin de l'année 2014. Situé à proximité de la Route de l'Alliance et à 100 mètres de l'Aéroport Pôle Caraïbes ou encore à dix minutes de la Zone Industrielle de Jarry et de la ZAC de la Providence, où sont regroupés des sièges sociaux, administrations telles que le nouveau rectorat, la Caisse Générale de Sécurité Sociale, des pôles commerciaux, un centre de vie comprenant un Multiplexe de 10 salles de cinéma et le futur centre hospitalier universitaire des Abymes à l'horizon 2021.
Le parc d'activités Antlilopôle se veut respectueux de l'environnement avec un ensemble de sept bâtiments de Haute qualité environnementale, il rassemble près de 9 000 m2 de bureaux et commerces, un pôle de restauration, un pôle médical et para-médical, des services du Pôle emploi ainsi que deux enseignes du groupe Louvres Hôtels, Campanile (80 chambres) et Première Classe (40 chambres) doivent ensuite voir le jour,. Le tout est entouré d'un parc paysager et d'un parcours sportif, le site dispose notamment d'un parking sécurisé de 657 places.
Le parc d'activités est géré par la Société d'économie mixte SEMSAMAR.

## Accès et stationnement
- : L'aéroport est connecté à Basse-Terre et à l'agglomération pointoise via la Route Nationale N 11

### Lignes de bus
Le 5 juillet 2016, Karu'Lis inaugure les lignes de bus « aéroport ». Jusque-là, l'aéroport de Guadeloupe était l'un des rares aéroports à ne pas être desservi par une ou plusieurs lignes de transports connectées aux villes voisines (Pointe-à-Pitre) ou encore le chef-lieu de département Basse-Terre.
L'aéroport est desservi par les lignes AE1, AE3, AE4, AE5 et Z2 du réseau Karu'Lis qui permettent aux voyageurs de rejoindre les villes limitrophes de l'agglomération pointoise (Abymes, Pointe-à-Pitre, Le Gosier et Baie-Mahault) grâce aux correspondances avec les lignes interurbaines, notamment celles des communes du Nord Grande-Terre.
En 2014, la communauté d'agglomération Cap Excellence, annonce simultanément à son plan de rénovation urbaine, vouloir doter l'agglomération pointoise d'un réseau de tramways à l'horizon 2020 afin de désenclaver les quartiers des pôles d'attractivité notamment celles reliant le poumon administratif de la Guadeloupe, la ZAC de Dothémare .
Il sera abandonné quelques années plus tard au profit d'un nouveau projet présenté  en concertation à la population au deuxième semestre 2024.
Ce projet conduit par le Syndicat Mixte de transport du Petit Cul-de-sac Marin et les collectivités majeures  prévoit la création de grandes lignes de transports à très haut niveau de service en site propre auxquelles viendront se jumeler le réseau de bus urbains KARU'LIS et les lignes interurbaines sur des PEM (Pôles d'échanges multimodaux)
Le projet Keti :
- Aménagement de 45 kilomètres de voies dont 17km réservées
- 3 grandes lignes
- Début des travaux 2025

| AE1 Bernard (Le Gosier) - Aéroport via Pointe-à-Pitre et ZA de Dothémare (Les Abymes) | AE3 Bernard (Le Gosier) - Aéroport via Pointe-à-Pitre et ZA de Dothémare (Les Abymes) | AE4 Les Acacias (Baie-Mahault) - Les Abymes (Centre-ville) via Aéroport                                        | AE5 Grand port maritime de la Guadeloupe et Gare routière - Aéroport Pointe-à-Pitre- Aéroport |
| --- | --- | --- | --------------------------------------------------------------------------------------------- |
| Dessert Le Gosier, Pointe de la Verdure, Pointe-à-Pitre, La providence - Abymes | Dessert la Zone Industrielle de Jarry, Clinique les Eaux claires, La Jaille, la ZAC de Dothémare | Dessert Le Gosier, Pointe de la Verdure, Pointe-à-Pitre, La providence - Abymes                                | Dessert la ZAC de Dothémare, le parc d'activités la Providence...                             |
| lignes connexes : - lignes en direction des Abymes et ses territoires : A10, A20, A30, A40, A41, A51, A60, A70,A91, A92, A94 - lignes en direction du Gosier et ses territoires : G9, G12, G14, G91 - lignes en direction de Baie-Mahault : B21, B20 - lignes urbaines : U3, U4 - lignes navettes (hôtels Pointe de la verdure) : N2 | lignes connexes : - lignes en direction des Abymes et ses territoires : A10, A20, A30, A40, A41, A51, A60, A70,A91, A92, A94 - lignes en direction du Gosier et ses territoires : G9, G12, G14, G91 - lignes en direction de Baie-Mahault : B21, B20 - lignes urbaines : U3, U4 - lignes navettes (hôtels Pointe de la verdure) : N2 | lignes connexes : - Les Abymes : A10, A20, A30, A40, A41, A51, A60, A70,A91, A92, A94 - Baie-Mahault : B20 B21 |                                                                                               |

Parkings de l'aéroport
- Parking P1 Courte durée (moins de 3 h)
- Parking P2 Longue durée
- Parking du Terminal 2